# Terenure College RFC
El Terenure College RFC es un equipo de rugby de Irlanda con sede en el Condado de Dublín Sur en la provincia de Leinster.
Participa en la All-Ireland League, el principal torneo de rugby de la Isla de Irlanda, el torneo que agrupa a equipos tanto de la República de Irlanda como los de Irlanda del Norte.

## Historia
Fue fundado en 1940, desde 1966 participa en la Leinster Senior Cup, la cual ha obtenido seis veces el principal campeonato de la provincia de Leinster.
Desde el año 1991 compite en la All-Ireland League en la cual ha logrado un campeonato en el año 2023.

## Palmarés
- All-Ireland League (1): 2022-23
- All-Ireland Cup (2): 2022-23,[3] 2023-24
- Leinster Senior Cup (6): 1965-66, 1966–67, 1993–94, 1995–96, 2021-22, 2022-23
- Leinster Senior League (6): 1983-84, 1995–96, 1998–99, 2000–01, 2019-20, 2022-23